# Baltzenheim
Baltzenheim é uma comuna francesa na região administrativa de Grande Leste, no departamento Alto Reno. Estende-se por uma área de 6,54 km². Em 2010 a comuna tinha 578 habitantes (densidade: 88,4 hab./km²).